# Örngott

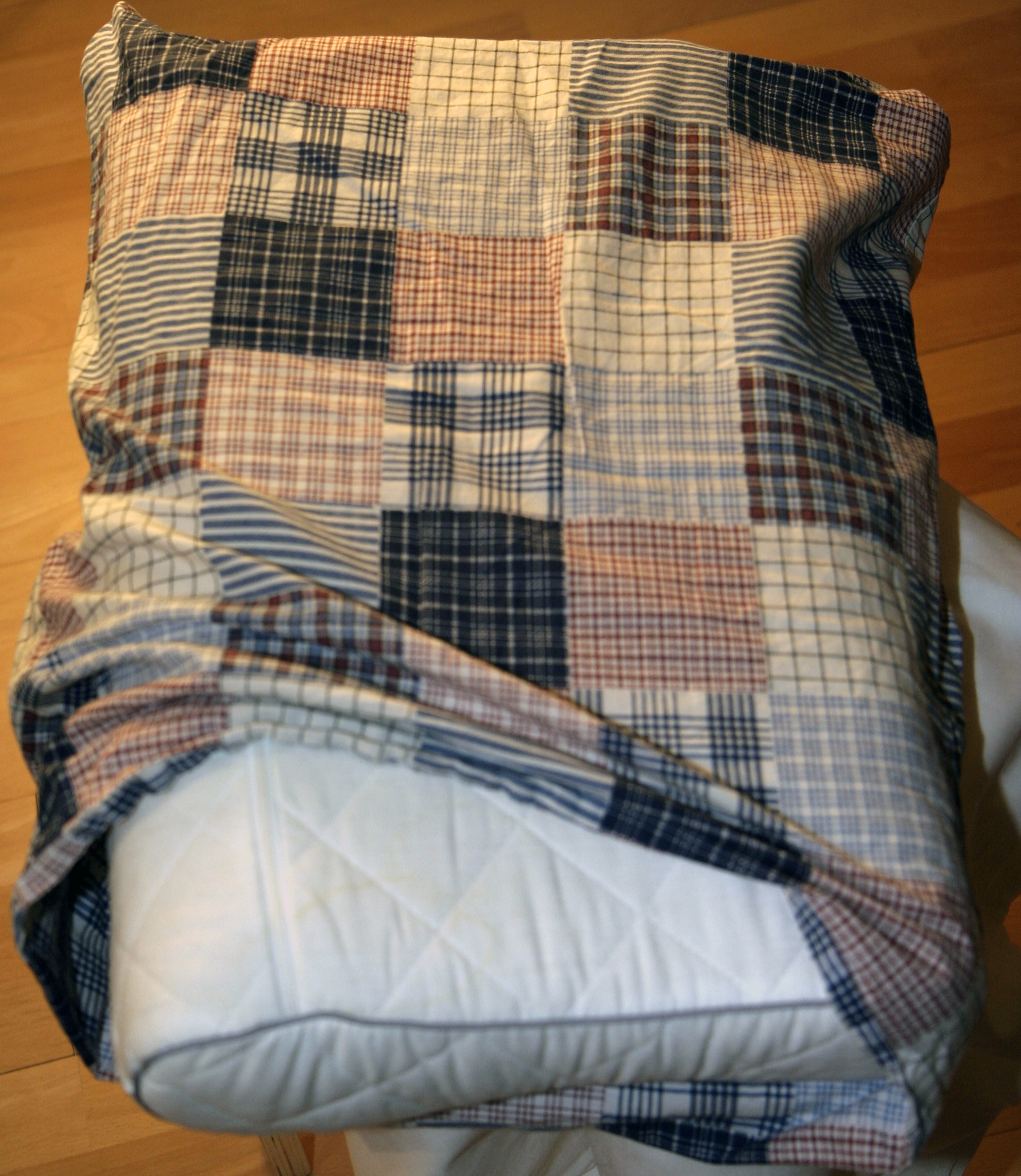
Örngott draget över en kudde.

Örngott från 1800-talet

Örngott (finlandssvenska: dynvar) är det överdrag i tyg som i påsliknande form träs över kudden i sängen.
Örngottet är lätt avtagbart för tvätt, till skillnad från det inre överdrag som heter kuddvar, som används på kuddar som inte ligger i sängen. Kuddvaret kan också vara avtagbart men är ofta anbringat och monterat kring kudden med sömmar i avsikt att inte tas upp. 
Örngottshuva är den del av örngottet (eller ett kuddvar) som har sytts som en bård, broderad eller mönstervävd, på den kortsida av textilien som är avsedd att vara synlig utåt rummet i en inbyggd allmogesäng.

## Etymologi
Ordet örngott har mycket gammalt ursprung och kan härledas till fornsvenskan. I äldre svenska avser örngott det man lägger huvudet mot. Denna tolkning stöds av homonymer i andra forngermanska språk som också betecknar huvudkudde. I modern svenska har örngott övergått till att enbart tolkas som varet (det som döljer) för kudden. 
Enligt Gösta Bergmans etymologiska ordbok Ord med historia, finns en tolkning från uppsalaprofessorn Adolf Noreen att örngottets ändamål var att "fånga upp öronen". Ordets föregångare finns belagda i Karl XII:s bibel från 1703 och i medeltida skrifter från 1480, vilket tyder på att örngottet varit i bruk sedan den tiden.